# Подгайцы (Кременецкий район)
Подгайцы (укр. Підгайці) — село в Кременецкой городской общине Кременецкого района Тернопольской области Украины.
До 2020 года входило в Шумский район.
Население по переписи 2001 года составляло 530 человек. Почтовый индекс — 47104. Телефонный код — 3558.